# Cynoglossus heterolepis
Cynoglossus heterolepis es una especie de pez de la familia Cynoglossidae en el orden de los Pleuronectiformes.

## Distribución geográfica
Se encuentran en las  costas del sur de Nueva Guinea hasta el norte de Australia.